# Monumento a Savonarola

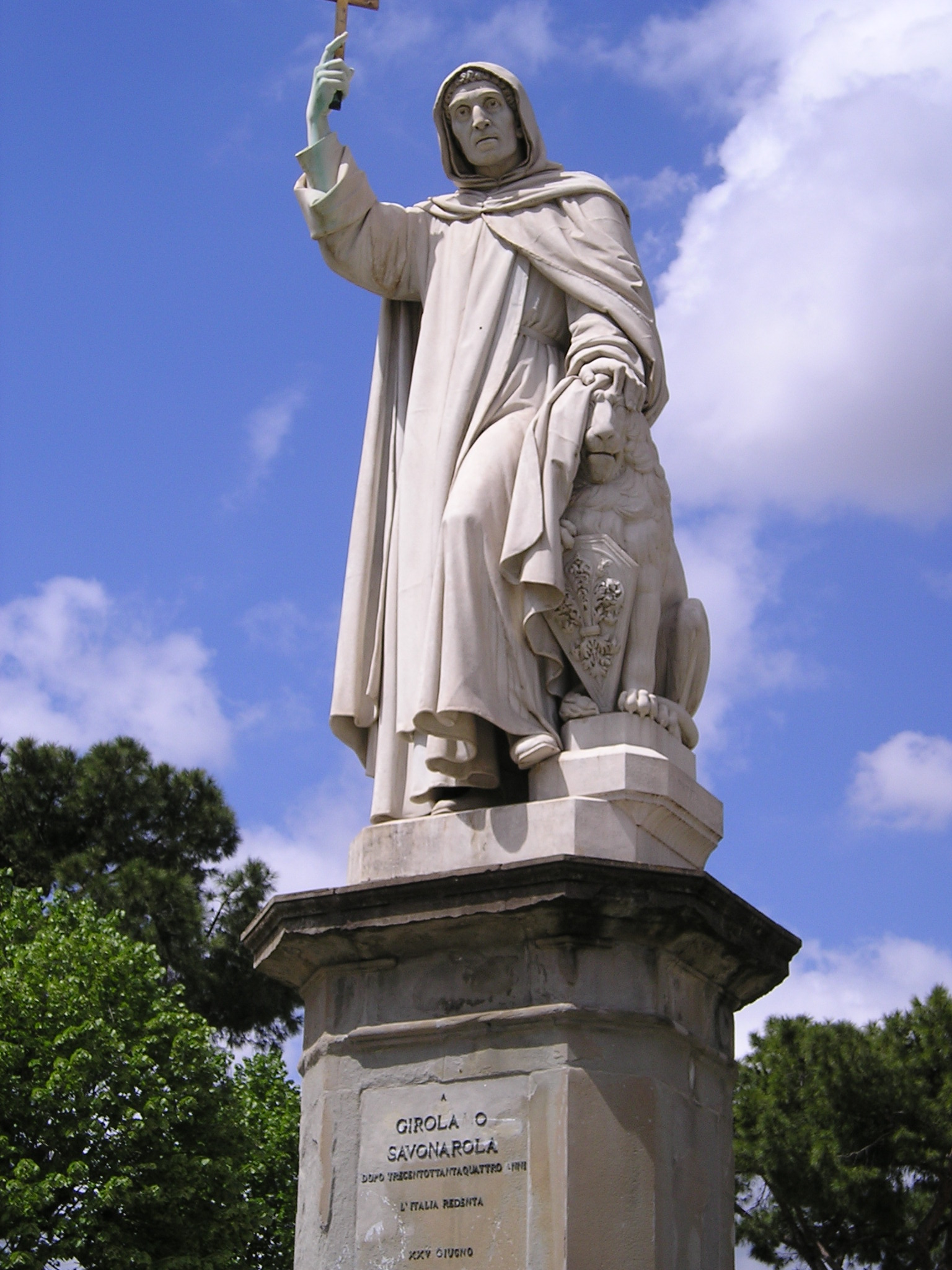
Monumento a Savonarola por Enrico Pazzi

El Monumento a Savonarola en Piazza Savonarola es una estatua de mármol al aire libre en un pedestal en honor del fraile dominico del siglo XV Girolamo Savonarola; está ubicado en una plaza del mismo nombre, a pocas cuadras de Viali di Circonvallazione, en el noreste de Florencia , región de la Toscana, Italia. 
Este monumento tiene una colorida historia de migraciones.  La estatua fue completada alrededor de 1875 por Enrico Pazzi, un nativo de Ravenna, en un momento en que los sentimientos antipapales eran muy altos en Italia.  Sin embargo, Savonarola siempre ha sido una figura histórica polarizante, maniática en su fe, y el autor de la hoguera original de las vanidades .  Su teología no era compatible con el pensamiento liberal contemporáneo. 
La estatua fue concebida por los pazzi en 1861, quienes habitualmente creaban monumentos públicos antes de ser requisados.  En 1869 se formó un comité para encargar un monumento a Savonarola, que se colocaría en el convento de San Marco; sin embargo, no eligieron el modelo de Pazzi, sino que eligieron uno de Giovanni Dupré , un antiguo mentor de Pazzi.  Esto iba a llevar a un conflicto feroz entre los dos escultores.  En 1870, otro comité, presidido por el Príncipe Ferdinando Strozzi , fue seleccionado para encargar la estatua más grandiosa y más antipapal de Pazzi, y obtuvo el permiso de la Comuna para ubicar la escultura en el primer claustro del convento florentino.  Sin embargo, la caída en los ingresos causada por la transferencia de la capital de Italia de Florencia a Roma, canceló este proyecto. 
En 1873, Duprè completó su contribución: una placa simple y un busto en relieve colocado en la celda del fraile en San Marco.  El trabajo de Pazzi, completado solo en 1875, no encontró suficientes suscriptores y, en última instancia, fue donado al Ayuntamiento.  Permaneció en el estudio hasta 1882, cuando se instaló, con mucha crítica, en el nicho del extremo sur del Salone dei Cinquecento en el Palazzo Vecchio .  Una justificación para esta colocación fue que Savonarola había encargado la creación de esta gran sala en 1497.  Todavía había rumores de que sería trasladado en el futuro al recinto de San Marco.  La estatua había desplazado nada menos que una estatua de Miguel Ángel , colocada aquí por Vasari . 

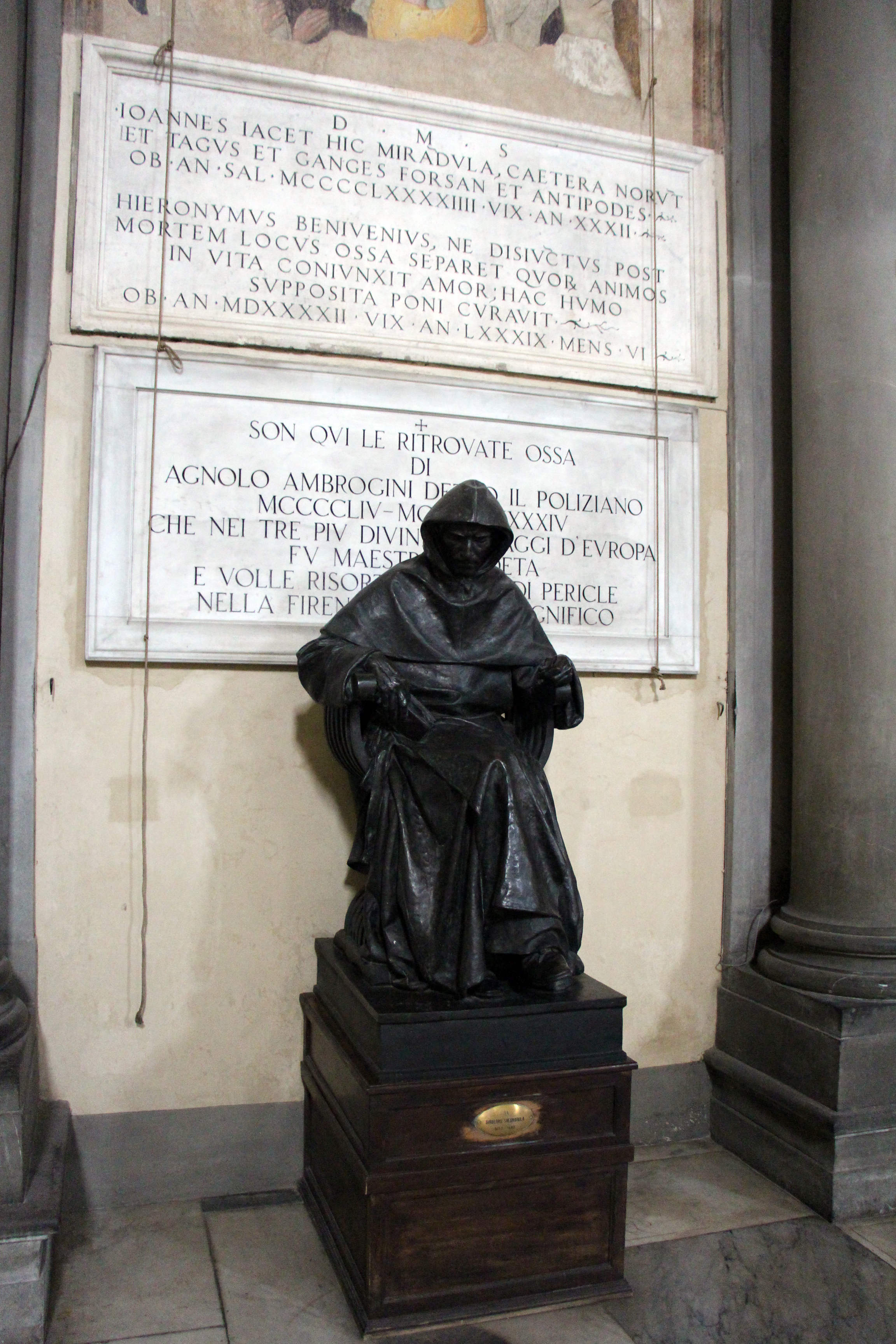
Monumento a Savonarola en el interior de San Marcos frente a las lápidas de Antonio Benivieni y Angelo Poliziano

Incluso en este nicho, las causas provinciales y de otro mundo de Savonarola no encajaban con el nacionalismo italiano que estaba en demanda después de la reciente guerra mundial.  Además, muchos críticos florentinos nunca se contentaron con la eliminación del heroico <i id="mwGg">Genio de la victoria</i> por parte de Miguel Ángel.  En última instancia, incluso si no está terminado, el sutil trabajo de Miguel Ángel pudo vencer la escultura pulida del sacerdote frenético de la fe, algo insoportable.  En 1921, la estatua de Savonarola fue exiliada a este parque suburbano plagado de grafiti.  De alguna manera, el sacerdote ferrarese nunca estaba en casa en Florencia. 
Savonarola se encuentra en un pedestal diseñado por Olinto Rimediotti .  Savonarola se representa con su mano derecha mientras levanta una cruz, recordando su declaración durante un sermón público en 1495, de que Cristo fue el nuevo rey de Florencia .  La mano izquierda de su vestido protege, o quizás ahoga, al marzocco , un símbolo de la República de Florencia .  Se ha planificado la restauración del monumento.
La estatua carece del drama dominante e hipnótico del Monumento de bronce a Girolamo Savonarola en Ferrara por Stefano Galletti . 

## Otros monumentos

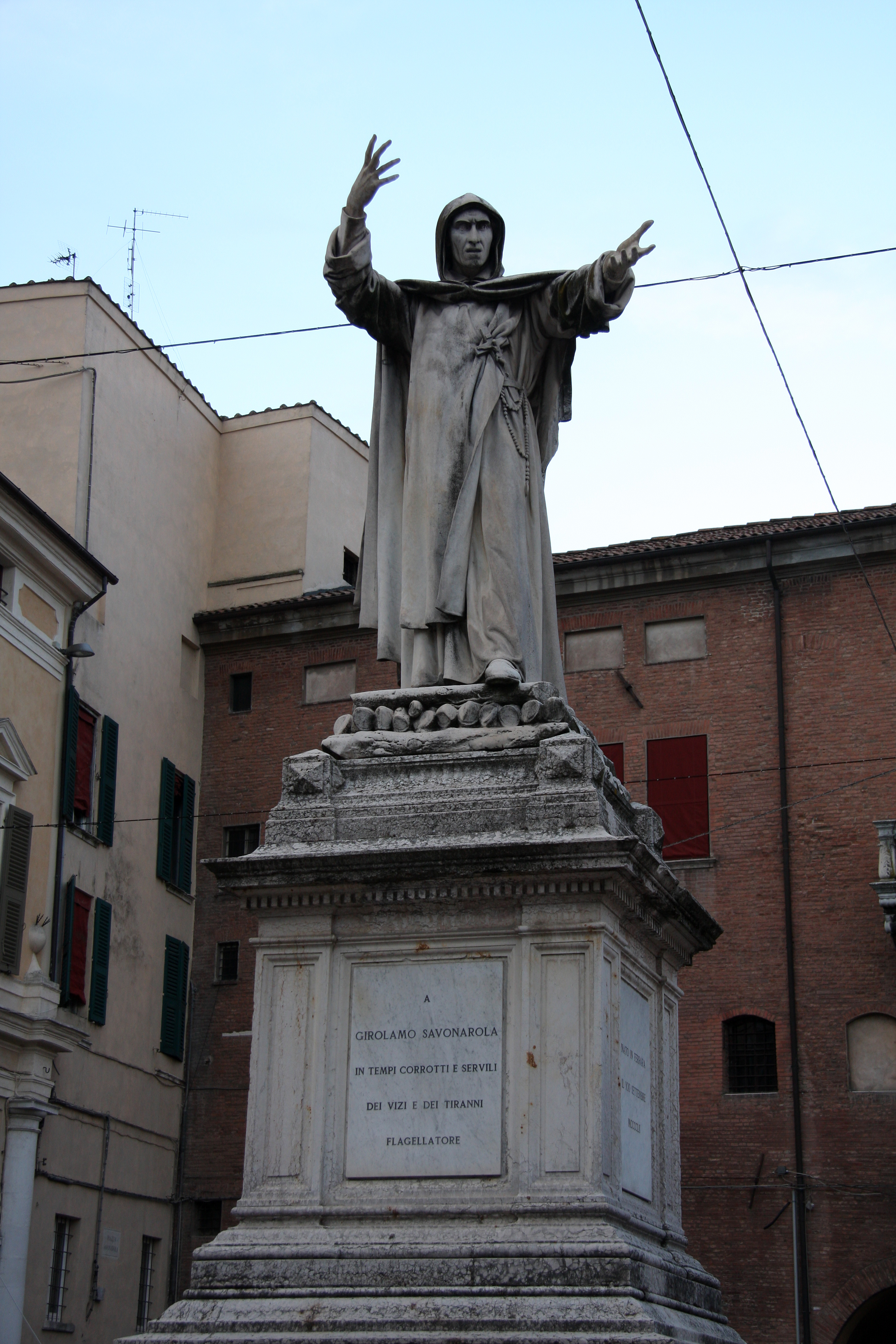
Estatua de Savonarola junto al Castillo Estense.

- En el convento de San Marco en Florencia, fundado en el siglo XII por los monjes vallombrosianos,[6] se encuentra una estatua de Girolamo Savonarola, lugar en el que vivió el fray durante 1491 hasta que fue condenado a la horca y sus restos quemados en la hoguera el 23 de mayo de 1498.[7]

- En el centro de la Plaza Savonarola en Ferrara, se encuentra la estatua a Savonarola realizada por Stefano Galletti colocada sobre una base de mármol blanco en 1875.  Representa al fraile con los brazos levantados en una de las muchas invectivas que caracterizaron su actividad como predicador.